# Miguel Acosta (Boxer)
Miguel Acosta (* 20. April 1978 in Miranda, Venezuela) ist ein venezolanischer Boxer im Leichtgewicht und Linksausleger. Er war vom 25. Juli 2009 bis zum 29. Mai 2010 Interims-Weltmeister der World Boxing Association (WBA) sowie vom 29. Mai 2010 bis zum 26. Februar 2011 regulärer Weltmeister der WBA.
In seiner Jugend war Miguel Acosta bei nationalen Jugendmeisterschaften sehr erfolgreich im Hochsprung und im Kugelstoßen. Später entschied er sich aber aus persönlichen Gründen gegen die Leichtathletik und gelangte über das Kickboxen zum Boxen. 